# Gulbadan Begum
Gulbadan Begum (in urdu:  جولبادان بيغوم, in persiano: جولبادان   بيغوم, in hindi: गुलबदन बेगम; Kabul, 1523 – Agra, 7 febbraio 1603) è stata una principessa e scrittrice indiana, figlia dell'imperatore Moghul Babur e autrice dell'Humayunnama, una cronaca del regno del suo fratellastro Humayun.

## Biografia
Gulbadan Begum (dal persiano: signora dal corpo di rose) 
era l'ultima figlia di Padishah Babur (1483 – 1530), il primo imperatore Mughal, sorella del Padishah Nasir-ud-Din Muḥammad Hamayun (1508 – 1556) e zia dei famosi imperatori Akbar (1542 – 1605) e sua moglie Ruqaiya Sultana Bagum (circa 1542 – 1626).
Rimasta orfana del padre a sette anni, venne educata del fratellastro Hamayun nella corte di Kabul. Molto intelligente, divenne una nobildonna colta, che conosceva perfettamente persiano e turco. Era poetessa e biografa, sebbene nessuna delle sue opere sia sopravvissuta.
All'età di diciassette anni sposò Khizr Khwaja, un nobile del clan Chagatai Mughal, con il quale ebbe un figlio di nome Sa'adat Yar Khan. Nel 1557, si trasferì alla corte di Agra da suo nipoti Akbar. Dal 1576 al 1582 intraprese il lungo viaggio per il Hajj, dall'India alla Mecca.
Guldahan Banu Begum morì nel 1603 e venne sepolta nel Bagh Babur di Kabul.
|  |

## Titoli
- Banu Begum (sua eccellenza la signora)
- Shahzadi Mughal  (sua eccellenza la principessa Mughal)

## Humayun Nama
|  |  |  |

Lo storico persiano Abu l-Fadl 'Allami ibn Mubarak (1551 – 1602), nell'Akbarnama (le cronache di Akbar), fu il primo a menzionare il manoscritto "Qanun-i-Humayuni", conosciuto anche come "Hamayun Nama"  (le cronache dell'imperatore Nasir-ud-Din Muḥammad Hamayun), dal titolo completo ”Ahwal Humayun Padshah Jamah Kardom Gulbadan Begum bint Babur Padshah amma Akbar Padshah (Le cronache dell’imperatore Hamayun fratello della signora Gulbadan figlia dell’imperatore Babur zia di Akbar)”.
Fu l’imperatore Akbar a commissionarlo, venne scritto in lingua persiana, e raccontava della vita di corte dell’impero Mughal, durante i regni dei Gran Mogol Hamayun e suo padre Babur.
L’interpretazione dettagliata della narrazione, denotava quanto l’autrice fosse un'osservatrice appassionata che comprendeva a fondo i meccanismi della guerra e della politica, ma anche le sfumature di potere e gli intrighi femminili della zenana e dell’harem.

## Fonti storiche
Una parte del manoscritto originale del Hamayun Nama è conservata nella British Library di Londra. Fu comprato dal colonnello Sir George William Hamilton (1786 -  1857), collezionista di oltre 1.000 manoscritti antichi. Il Hamayaun Nama venne venduto al British Museum dalla sua vedova, nel 1868. Della sua importanza storica e letteraria non si seppe molto, fino a quando nel 1898, Annette Susannah Beveridge (1842–1929) tradusse il testo dal persiano all’inglese.
Lo storico Emile Victor Rieu (1887– 1972) definì il Hamayun Nama, uno dei più validi manoscritti della collezione Hamilton.